# Hervé Bellon
Pour les articles homonymes, voir Bellon.
Hervé Bellon est un acteur et directeur artistique français. 
Très actif dans le doublage, il double notamment de manière régulière les acteurs Sam Shepard, Sam Neill, Rutger Hauer, Bruce Boxleitner, David Strathairn, James Woods, Michael York et Steve Guttenberg ainsi qu'Eric Braeden (Les Feux de l'amour) Bryan Brown, Stellan Skarsgård et Željko Ivanek.
Il supervise également le doublage de nombreux films, dont certains issus de l'univers cinématographique Marvel.
Au cinéma, il incarné le rôle de Valère dans L'Avare, aux côtés de Louis de Funès. À la télévision, il a joué le cardinal de Rohan dans la série Le Gerfaut.
Il est marié à la comédienne Christiane Jean.

## Théâtre
- 1966-1967 : Richard III de William Shakespeare, mise en scène Roger Planchon, Festival d'Avignon puis théâtre de la Cité de Villeurbanne
- 1970 : L'Infâme de Roger Planchon, mise en scène de l'auteur, théâtre Montparnasse, tournée
- 1971 : Électre de Jean Giraudoux, mise en scène Andréas Voutsinás, Festival de Bellac
- 1972 : Tu étais si gentil quand tu étais petit de Jean Anouilh, mise scène Jean Anouilh & Roland Piétri, théâtre Antoine
- 1972 : Les Gracques de Jean Giraudoux, mise en scène Edmond Tamiz, Festival de Bellac
- 1973-1974 : Phèdre de Racine, mise en scène Antoine Bourseiller, théâtre du Gymnase
- 1975 : La Folle de Chaillot de Jean Giraudoux, mise en scène Gérard Vergez, théâtre de l'Athénée
- 1976 : Chers Zoiseaux de Jean Anouilh, mise en scène Jean Anouilh et Roland Piétri, Comédie des Champs-Élysées
- 1979 : Ondine de Jean Giraudoux, mise en scène Jean-Pierre Laruy, Festival de Bellac
- 1981 : Les Justes d'Albert Camus, mise en scène Jean-Paul Lucet, théâtre des Célestins
- 1983 : Andromaque de Racine, mise en scène Marcelle Tassencourt, Festival de Versailles
- 1991 : Jeanne et les juges de Thierry Maulnier, mise en scène Marcelle Tassencourt, théâtre Édouard VII
- 1993 : Le Cardinal d'Espagne d'Henry de Montherlant, mise en scène Raymond Gérôme, théâtre de la Madeleine
- 1995 : La Femme de cristal de Phil Young, mise en scène Christian Dura, Théâtre du Bourg-Neuf (Avignon OFF)[1]

## Filmographie

### Cinéma
- 1980 : L'Avare de Jean Girault et Louis de Funès : Valère[2]

### Télévision
- 1971 : Le Malade imaginaire de Molière, réalisation Claude Santelli : Béline[2]
- 1974 : Le deuil sied à Électre de Maurice Cazeneuve : Peter
- 1977 : Au théâtre ce soir : Football de Pol Quentin et Georges Bellak, mise en scène Michel Fagadau, réalisation Pierre Sabbagh, théâtre Marigny
- 1982 : Guillaume le conquérant de Gilles Grangier et Sergiu Nicolaescu
- 1984 : La Vie des autres, épisode Chimères d’Alain Quercy
- 1988 : Les Cinq Dernières Minutes, épisode Mystère et pommes de pin de Jean-Pierre Desagnat
- 1989 : Série rose, épisode La Dame galante de Don Kent

## Doublage
Note : Les dates en italique correspondent aux sorties initiales des films dont Hervé Bellon a assuré le redoublage.

### Cinéma

#### Films
- Sam Shepard dans  :
  - Fool for Love (1985) : Eddie
  - Baby Boom (1987) : Jeff Cooper
  - L'Affaire Pélican (1993) : Thomas Callahan
  - De si jolis chevaux (2000) : J. C. Franklin
  - The Pledge (2001) : Eric Pollack
  - Opération Espadon (2001) : le sénateur Reisman
  - La Chute du faucon noir (2001) : William F. Garrison
  - Blind Horizon (2003) : le shérif Jack Kolb
  - N'oublie jamais (2004) : Frank Calhoun
  - Don't Come Knocking (2005) : Howard
  - Furtif (2005) : George Cummings
  - L'Assassinat de Jesse James par le lâche Robert Ford (2007) : Frank James
  - Un mari de trop (2008) : Wilder Lloyd
  - Felon (2008) : Gordon Camrose
  - État de choc (2010) : James Harrison
  - Sécurité rapprochée (2012) : Harlan Whitford
  - Freeway et nous (2012) : le shérif Morris
  - Cogan : Killing Them Softly (2012) : Dillon
  - Les Brasiers de la colère (2013) : Gerald « Red » Baze
  - Juillet de sang (2014) : Russel
  - Midnight Special (2016) : Calvin Meyer
  - Les Insoumis (2016) : M. Anderson
- Sam Neill dans  :
  - Un cri dans la nuit (1988) : Michael Chamberlain
  - La Leçon de piano (1993) : Alistair Stewart
  - Jurassic Park (1993) : Alan Grant[2]
  - Blanche-Neige : Le Plus Horrible des contes (1997) : Lord Friedrich Hoffman
  - Event Horizon, le vaisseau de l'au-delà (1997) : William Weir
  - L'Homme bicentenaire (1999) : Richard Martin
  - Jurassic Park 3 (2001) : Alan Grant
  - Daybreakers (2009) : Charles Bromley
  - Je te promets (2012) : Bill Thornton
  - Évasion (2013) : Dr Emil Kaikev[3]
  - Les Aventures extraordinaires d'un apprenti détective (2015) : Otto Luger
  - Thor: Ragnarok (2017) : l'acteur de théâtre interprétant Odin (caméo)
  - Sweet Country (2017) : Fred Smith
  - The Passenger (2018) : le capitaine David Hawthorne
  - Pierre Lapin (2018) : Joe McGregor
  - Blackbird (2019) : Paul
  - Jurassic World : Le Monde d'après (2022) : Alan Grant
  - Thor: Love and Thunder (2022) : l'acteur de théâtre interprétant Odin (caméo)
  - Assassin Club (2023) : Jonathan Caldwell
- David Strathairn dans  :
  - Losing Isaiah (1994) : Charles Lewin
  - Instincts meurtriers (2004) : Melvin Franck
  - La Vengeance dans la peau (2007) : Noah Vosen
  - Les Chroniques de Spiderwick (2008) : Arthur Spiderwick
  - Les Intrus (2009) : Steven
  - Jason Bourne : L'Héritage (2012) : Noah Vosen
  - Godzilla (2014) : l'amiral William Stenz
  - American Pastoral (2016) : Nathan Zuckerman
  - Godzilla 2 : Roi des monstres (2019) : l'amiral William Stenz
  - Là où chantent les écrevisses (2022) : Tom Milton
- Steve Guttenberg dans  :
  - Police Academy (1984) : Carey Mahoney
  - Police Academy 2 (1985) : Carey Mahoney
  - Cocoon (1985) : Jack Bonner
  - Police Academy 3 (1986) : Carey Mahoney
  - Short Circuit (1986) : Newton Crosby
  - Police Academy 4 (1987) : Carey Mahoney
  - Trois Hommes et un bébé (1987) : Michael Kellam
  - Cocoon, le retour (1988) : Jack Bonner
  - Tels pères, telle fille (1990) : Michael Kellam
- James Woods dans  :
  - État de choc (1988) : Lenny Brown
  - L'Expert (1994) : Ned Trent
  - Contact (1997) : Michael Kitz
  - John Q (2002) : Docteur Turner
  - Be Cool (2005) : Tommy Athens
  - Complot à la Maison Blanche (2006) : Vaughn Stevens
  - Chiens de paille (2011) : Tom Heddon
  - Jobs (2013) : Jack Dudman[4]
- Rutger Hauer dans :
  - Blade Runner (1982) : Roy Batty
  - Ladyhawke, la femme de la nuit (1985) : Étienne Navarre
  - Hitcher (1986) : John Ryder
  - Simon le magicien (1999) : Comte Albrecht
  - Batman Begins (2005) : William Earle
  - Le Rite (2011) : Istvan Kovak
- Stellan Skarsgård dans  :
  - Will Hunting (1997) : Gerald Lambeau
  - City of Ghosts (2003) : Josef Kaspar
  - Mamma Mia ! (2008) : Bill Anderson
  - Cendrillon (2015) : Le grand duc
  - Mamma Mia! Here We Go Again (2018) : Bill Anderson
- Steve Buscemi dans  :
  - Armageddon (1998) : Carotte
  - The Island (2005) : McCord
  - Rempart (2011) : Bill Blago
  - La Mort de Staline (2017) : Nikita Khrouchtchev
  - Nos pires amis 2 (2023) : Reese Hackford
- Peter Coyote dans  :
  - Mémoires suspectes (1996) : Don Bresler
  - Deepwater (2005) : Herman Finch
  - En territoire ennemi 2 (2006) : le président Adair T. Manning
  - Renaissance d'un champion (2007) : Ike Epstein
- Michael York dans  :
  - Austin Powers (1997) : Basil Exposition
  - Austin Powers 2 : L'Espion qui m'a tirée (1999) : Basil Exposition
  - Austin Powers dans Goldmember (2002) : Basil Exposition
  - Haute tension à Moscou (2004) : Rodzher Chembers
- Bryan Brown dans  :
  - Two Hands (1999[n 1]) : Pando
  - Polly et moi (2004) : Leland Van Lew
  - Kill Me Three Times (2014) : Bruce Jones
  - Tout sauf toi (2023) : Roger
- Bill Nighy dans :
  - The Bookshop (2017) : Edmund Brundish
  - Vivre (2022) : M. Williams
  - Le Beau Jeu (en) (2024) : Mal
  - Joy (2024) : Patrick Steptoe
- Kevin Kline dans :
  - Les Copains d'abord (1983) : Harold Cooper
  - Silverado (1985) : Paden
  - Président d'un jour (1993) : Dave Kovic / président William Mitchell
- Christopher Guest dans :
  - La Petite Boutique des horreurs (1986) : le premier client
  - Princess Bride (1987) : Rugen
  - Des hommes d'honneur (1992) : Dr Stone
- Stephen Collins dans :
  - Star Trek, le film (1979) : le commandant Willard Decker (1er doublage)
  - Comment claquer un million de dollars par jour (1985) : Warren Cox
- Craig Wasson dans :
  - Georgia (1981) : Danilo Prozor
  - Body Double (1984) : Jake Scully
- Ron Silver dans :
  - L'Emprise (1982) : Phil Sneiderman
  - Blue Steel (1990) : Eugene Hunt
- David Clennon dans :
  - L'Étoffe des héros (1983) : Agent de liaison
  - Falling in Love (1984) : Brian Gilmore
- Joe Regalbuto dans :
  - La Nuit des juges (1983) : Arthur Cooms
  - Signé : Lassiter (1984) : l'agent Peter Breeze
- Ed Harris dans :
  - Under Fire (1983) : Oates
  - Gravity (2013) : le centre de contrôle de la Nasa (voix)
- William Atherton dans :
  - SOS Fantômes (1984) : Walter Peck
  - SOS Fantômes : La Menace de glace (2024) : Walter Peck
- Kevin Costner dans :
  - Une bringue d'enfer (1985) : Gardner Barnes
  - Les Incorruptibles (1987) : Eliot Ness
- Christopher Reeve dans :
  - La Rue (1987) : Jonathan Fisher
  - Superman 4 (1987) : Superman / Clark Kent
- Bob Gunton dans :
  - JFK (1991) : un journaliste télévisé
  - Les Évadés (1994) : Samuel Norton
- Bradley Whitford dans :
  - Philadelphia (1993) : Jamey Collins
  - RoboCop 3 (1993) : Fleck
- Chazz Palminteri dans :
  - Il était une fois le Bronx (1993) : Sonny LoSpecchio
  - Il était une fois dans le Queens (2006) : Monty Montiel
- Bill Paxton dans :
  - Tombstone (1993) : Morgan Earp
  - Edge of Tomorrow (2014) : le sergent-maître Farell Bartolome
- Craig T. Nelson dans :
  - Les Fantômes du passé (1996) : Ed Peters
  - Des hommes d'influence (1997) : le sénateur John Neal
- Eric Braeden dans :
  - Titanic (1997) : John Jacob Astor IV [2]
  - Criminal Squad (2018) : Ziggy Zerhusen
- Branscombe Richmond dans :
  - Le Roi scorpion (2002) : Jesup[5]
  - Sans Sarah, rien ne va ! (2008) : Keoki
- Željko Ivanek dans :
  - Argo (2012) : Robert Pender
  - The Words (2012) : Joseph Cutler
- Frank Schorpion dans :
  - Pieces of a Woman (2020) : Lane
  - Moonfall (2022) : le général Jenkins
- 1932[n 2] : Scarface : Guarino (C. Henry Gordon) (2e doublage)
- 1935[n 3] : Les 39 Marches : Richard Hannay / M. Hammond / le capitaine Fraser / Henry Hopkinson (Robert Donat)
- 1954[n 4] : Le Raid : le capitaine Frank Dwyer (Peter Graves)
- 1956[n 5] : Le Shérif : Thad Anderson (Jeffrey Hunter) (2e doublage)
- 1965[n 6] : Daisy Clover : Raymond Swan (Christopher Plummer)
- 1965[n 7] : Première Victoire : le commandant Paul Eddington (Kirk Douglas)
- 1972[n 8] : Duel : David Mann (Dennis Weaver)
- 1974[n 9] : La Tour infernale : le chef Michael O'Halloran (Steve McQueen) (2e doublage)
- 1977 : La Castagne : Ned Braden (Michael Ontkean)
- 1978 : La Taverne de l'enfer : Victor Carboni (Lee Canalito)
- 1980 : Urban Cowboy : Bud Davis (John Travolta)
- 1981 : Bandits, bandits : Randall (David Rappaport)
- 1982 : Les cadavres ne portent pas de costard : Rigby Deardon (Steve Martin)
- 1982 : Rambo : Lt. Clinton Morgan (Patrick Stack)
- 1982 : J'aurai ta peau : Charles Kendricks (Judson Scott)
- 1982 : Ténèbres : l'inspecteur Germani (Giuliano Gemma)
- 1982 : La Descente aux enfers : Tom Walsh (Gary Swanson)
- 1982 : Où est passée mon idole ? : Benjy Stone (Mark Linn-Baker)
- 1983 : Terreur à domicile : Bart Hughes (Peter Weller)
- 1983 : Vidéodrome : Harlan (Peter Dvorský)
- 1983 : Tonnerre de feu : Icelan (Paul Roebling (en))
- 1983 : Jamais plus jamais : Jack Petachi (Gavan O'Herlihy)
- 1983 : Retour vers l'enfer : Plastic Blaster (Reb Brown)
- 1983 : À bout de souffle, made in USA : Paul (William Tepper)
- 1983 : Vigilante : Blueboy (Frank Pesce (en))
- 1983 : Star Wars : Wedge Antilles (Denis Lawson
- 1984 : Cotton Club : Bub Jewett (Damien Leake)
- 1984 : The Hit : Willie Parker (Terence Stamp)
- 1984 : Les Démons du maïs : Burton Stanton (Peter Horton)
- 1984 : A Soldier's Story : Soldat Peterson (Denzel Washington)
- 1984 : Dreamscape : Alex Gardner (Dennis Quaid)
- 1984 : Runaway : L'Évadé du futur : Dr Charles Luther (Gene Simmons)
- 1984 : La Compagnie des loups : le chasseur (Micha Bergese)
- 1985 : Un été pourri : Malcolm Anderson (Kurt Russell)
- 1985 : Retour vers le futur : le juge de l'audition avec le mégaphone (Huey Lewis)
- 1985 : Mask : Dr Vinton (Andrew Robinson)
- 1985 : Baby : Le Secret de la légende oubliée : George Loomis (William Katt)
- 1985 : La Couleur pourpre : le commerçant (Leon Rippy)
- 1985 : Série noire pour une nuit blanche : le croupier (Jim Bentley)
- 1985 : After Hours : Horst (Will Patton)
- 1985 : Chorus Line : Zach (Michael Douglas)
- 1986 : Deux flics à Chicago : Snake (Joe Pantoliano)
- 1986 : House : Roger Cobb (William Katt)
- 1986 : Femme de choc : Frank Needham (James Keach)
- 1986 : Escort Girl : Hugo Van Arkady (Keith Buckley)
- 1987 : Angel Heart : Louis Cyphre (Robert De Niro)
- 1987 : Prof d'enfer pour un été : Freddy Shoop (Mark Harmon)
- 1987 : Man on Fire : Michael (Jonathan Pryce)
- 1987 : Empire du soleil : le père de Jim (Rupert Frazer)
- 1988 : Bad Dreams : Franklin Harris (Richard Lynch)
- 1988 : Randonnée pour un tueur : Steve (Clancy Brown)
- 1988 : La Dernière Cible : Peter Swan (Liam Neeson)
- 1988 : Midnight Run : Joey (Robert Miranda)
- 1988 : Mississippi Burning : Clinton Pell (Brad Dourif)
- 1988 : Willow : Franjean (Rick Overton)
- 1988 : Milagro : Kyril Montana (Christopher Walken)
- 1988 : La Dernière Tentation du Christ : Jean le Baptiste (Andre Gregory)
- 1988 : Mort à l'arrivée : Bernard (Christopher Neame)
- 1989 : Abyss : Bendix (Chris Elliott)
- 1989 : Le Ciel s'est trompé : Philip Train (Ryan O'Neal)
- 1989 : Opération Crépuscule : Colonel Glen Whitacre (John Heard)
- 1989 : Les Banlieusards : Art Weingartner (Rick Ducommun)
- 1989 : Glory : le colonel James M. Montgomery (Cliff De Young)
- 1990 : Le Parrain 3 : Père Andrew Hagen (John Savage)
- 1990 : Le Premier Pouvoir : Mazza (Clayton Landey)
- 1990 : Échec et Mort : le sénateur Vernon Trent (William Sadler)
- 1991 : Star Trek 6 : Terre inconnue : le général Kerla (Paul Rossilli)
- 1991 : Un privé en escarpins : Trumble Grafalk (Charles McCaughan)
- 1991 : Talons aiguilles : Alberto (Pedro Díez del Corral)
- 1991 : Hook ou la Revanche du capitaine Crochet : l'inspecteur Good (Phil Collins)
- 1991 : My Girl : Danny DeVoto (Ray Buktenica)
- 1991 : Doc Hollywood : Kyle Owens (Time Winters)
- 1991 : Chienne de vie : Pritchard (Stuart Pankin)
- 1991 : Billy Bathgate : Harvey Preston (Xander Berkeley)
- 1991 : Les Nuits avec mon ennemi : Martin Burney (Patrick Bergin)
- 1991 : Le Silence des agneaux : Paul Krendler (Ron Vawter)
- 1992 : Beethoven : Dr Herman Varnick (Dean Jones)
- 1992 : Hoffa : Frank Fitzsimmons (J. T. Walsh)
- 1992 : Sans rémission : J. D. (William Forsythe)
- 1992 : Un flingue pour Betty Lou : Jergens (Michael O'Neill)
- 1993 : Body Snatchers : Steve Malone (Terry Kinney)
- 1993 : Forever Young : le lieutenant-colonel Wilcox
- 1993 : Les Princes de la ville : Montana (Enrique Castillo)
- 1995 : Get Shorty : Dick Allen (Bobby Slayton)
- 1995 : Le Diable en robe bleue : Richard McGee (Scott Lincoln)
- 1995 : Dernières heures à Denver : Critical Bill (Treat Williams)
- 1996 : Albino Alligator : Milo (Gary Sinise)
- 1996 : Le Prix à payer : l'inspecteur Strode (John C. McGinley)
- 1996 : Dernier Recours : Fredo Strozzi (Ned Eisenberg)
- 1996 : Los Angeles 2013 : Pipeline (Peter Fonda)
- 1996 : Michael Collins : Soames (Charles Dance)
- 1996 : Scream : Principal Himbry (Henry Winkler)
- 1996 : L'Effaceur : Morehart (Gerry Becker)
- 1997 : Batman et Robin : Frosty (Joe Sabatino)
- 1997 : Amistad : John Forsyth (David Paymer)
- 1997 : Le Collectionneur : Dr Wick Sachs (William Converse-Roberts)
- 1998 : Dark City : l'inspecteur Eddie Walenski (Colin Friels)
- 1998 : U.S. Marshals : Bertram Lamb (Patrick Malahide)
- 1998[6] : He Got Game : Warden Wyatt (Ned Beatty)
- 1999 : Une vie volée : Dr Crumble (Kurtwood Smith)
- 2000 : American Psycho : Harold Carnes (Stephen Bogaert)
- 2000 : Docteur T et les Femmes : Harlan (Robert Hays)
- 2000 : Gladiator : le sénateur Falco (David Schofield)
- 2000 : Joint Security Area : le journaliste à la radio ( ? ) (voix)
- 2001 : Shaolin Soccer : Hung (Yin Tse)
- 2001 : Coup monté : Lloyd (J.J. Johnston)
- 2001 : How High : le professeur Jackson (Spalding Gray)
- 2002 : À la dérive : Anthony « Tony » Leighton (Bruce Greenwood)
- 2002 : Igby : le lieutenant Ernest Smith (Bill Irwin)
- 2003 : Shanghai Kid 2 : Wu Chow (Donnie Yen)
- 2003 : Prisonniers du temps : Robert Doniger (David Thewlis)
- 2004 : Le Roi Arthur : l'évêque Decoy (Borsco Hogan)
- 2005 : H2G2 : Le Guide du voyageur galactique : M. Prosser (Steve Pemberton)
- 2006 : Raisons d'État : Thomas Wilson (Timothy Hutton)
- 2007 : Écrire pour exister : le principal Banning (Tim Halligan)
- 2007 : Lions et Agneaux : le lieutenant-colonel Falco (Peter Berg)
- 2007 : Zodiac : Templeton Peck (John Getz)
- 2009 : Invictus : M. Pienaar (Patrick Lyster)
- 2009 : Fame : Martin Cranston (Kelsey Grammer)
- 2011 : Le Complexe du castor : lui-même (Jon Stewart)
- 2011 : J. Edgar : John Condon (Zach Grenier)
- 2011 : L'Incroyable Histoire de Winter le dauphin : Philip J. Horden (Tom Nowicki)
- 2013 : Closed Circuit : le juge Cameron Fisher (Kenneth Cranham)
- 2016 : Conjuring 2 : Le Cas Enfield : Vic Nottingham (Simon Delaney)
- 2016 : Jadotville : Dag Hammarskjöld (Mikael Persbrandt)
- 2017 : La Forme de l'eau : le vendeur de cadillac (Dan Lett)
- 2017 : The Foreigner : le premier ministre (David Annen)
- 2017 : XXX: Reactivated : ? (?)
- 2019 : Bad Education : Phil Metzger (Jeremy Shamos)
- 2019 : Le Cas Richard Jewell : John Walter (David de Vries)
- 2020 : Uncut Gems : Phil (Keith Williams Richards)
- 2021 : Security : Walter Spezi (Tommaso Ragno)
- 2021 : L'Intrusion : l'inspecteur Stephen Morse (Robert John Burke)
- 2021 : Dans les yeux de Tammy Faye : Fred Grover (Fredric Lehne)
- 2021 : The King's Man : Première Mission : le général de Sarajevo (Benedick Blyth)
- 2021 : La Protégée : ? (?)
- 2022 : Troll : Rikard Sinding (Bjarne Hjelde)
- 2023 : Rustin : le chef Wells (Cotter Smith (en))
- 2024 : Horizon : Une saga américaine, chapitre 1 : le sergent-major Riordan (Michael Rooker)

#### Films d'animation
- 1983 : Tygra, la glace et le feu : Nekron
- 1988[n 10]: Akira : Nezu
- 1989 : Charlie, mon héros : Sir Reginald
- 2002 : Corto Maltese, la cour secrète des arcanes : Tchang
- 2021 : Vivo : voix additionnelles

### Télévision

#### Téléfilms
- Bruce Boxleitner dans :
  - Invisible ennemi : le président Howard
  - Une si ravissante voleuse : Juddson Ross
  - La Grande Inondation : Jordan Walker
  - Témoin avec sursis : Nicholaï Prestov
  - Saving Emily : Gregory
  - Ils sont parmi nous : Hugh
  - Une mère sans défense : Inspecteur Bruning
  - Détective : Ketledge
  - Double Visage : James
  - Mariage contrarié : Frank Lucas
  - Roman noir : Clint
  - Pandemic : Virus fatal : Friedlander
  - Du courage et du cœur : Lloyd Davis
  - La Maison des souvenirs : Parker
- Sam Neill dans :
  - De sang-froid (1996) : Agent Alvin Dewey
  - L'Odyssée du Squalus (2001) : Oliver Naquin
  - Jessica l'insoumise (2004) : Richard Runche
  - Triangle (2005) : Eric Benerall
  - Mary Bryant (téléfilm) (2005) : Arthur Philipp
  - 2020 : Le Jour de glace (2011) : Anthony Kavanagh
- Michael York dans :
  - Sœurs de cœur (1997) : Lewis Lusche
  - Le Chevalier hors du temps (1998) : le roi Arthur
  - Haute trahison à Moscou (2004): Rodzher
  - La Femme mousquetaire (2004) : D'Artagnan
  - Icône (2005) : Sir Nigel Irvine
  - Le Prix de la vérité (2005) : McGovern
- Bryan Brown dans :
  - Soirée d'angoisse : Eddie Bruno
  - Quand la vie est Rose : Hal Thorne
  - Panique sur la côte : Joel Gately
  - L'Aventure du Poséidon : Jeffrey Anderson
- Rutger Hauer dans :
  - Les Rescapés de Sobibor : Alexander « Sasha » Petcherski
  - Merlin : Vortigern
  - Opération Eagle One : Frank Lewis
- 1986 : Noël dans la montagne magique : Ned (Rene Auberjonois)
- 1990 : Poker d'amour à Las Vegas : Dimitri Stanislopolous (Eric Braeden)
- 1995 : Danielle Steel, épisode Naissances : Brad Coleman (James Naughton)
- 1996 : Danielle Steel, épisode La Ronde des souvenirs : juge Carter (James Read)
- 1996 : Opération Alf : Dr Warner (Ed Begley Jr.)
- 1997 : Au-delà des rêves : Ray Ordwell Sr. (Denis Arndt)
- 1998 : Créature : Dr Simon Chase (Craig T. Nelson)
- 1999 : Mort à petite doses : Dr David Farris (John Ritter)
- 1999 : Ghost Love : Will (Jonathan Frakes)
- 2002 : Compte à rebours explosif : Tom Bradshaw (Tom Skerritt)
- 2002 : Le Fils du Père Noël : Nick St Nicholas (Kelsey Grammer)
- 2003 : Un étrange enlèvement : Emmanuel (Tom Everett)
- 2003 : Femmes à Hollywood : Larry Singer (Stewart Bick)
- 2003 : Phénomènes : John Ringold (Peter Coyote)
- 2005 : Roman noir : Dan (John Getz)
- 2007 : Pluie infernale : Jack Baxter (Peter LaCroix)
- 2010 : La Dernière Noce : Le capitaine du bateau (Mark Harelik)
- 2011 : Too Big to Fail : Débâcle à Wall Street : Dick Fuld (James Woods)
- 2017 : Une belle-mère qui me veut du mal : Duane (Paul Messinger)
- 2018 : My Dinner with Hervé : Marty Rothstein (David Strathairn)
- 2020 : Country at Heart : Jeremy « Jud » Judson (Ted Whittall)
- 2022 : Noël à Broadway ! : ? ( ? )

#### Séries télévisées
- Željko Ivanek dans  :
  - 24 Heures chrono (2002) : Andre Drazen
  - New York, unité spéciale (2006) : Everett Drake (saison 7, épisode 14)
  - Cold Case : Affaires classées (2006) : John Doe (saison 3, épisode 16)
  - Lost : Les Disparus (2007) : Edmund Burke (saison 3, épisode 7)
  - Damages (2007-2010) : Raymond « Ray » Fiske (16 épisodes)
  - John Adams : John Dickinson (mini-série)
  - Numb3rs (2008) : William Fraley (saison 4, épisode 18)
  - Dr House (2008) : Jason (saison 5, épisode 9)
  - Mentalist (2008 / 2010) : Dr Linus Wagner (saison 1, épisode 1 et saison 3, épisode 8)
  - True Blood (2008-2014) : l'Ordonnateur Magnus (5 épisodes)
  - The Event (2010-2011) : Blake Sterling (22 épisodes)
  - FBI : Duo très spécial (2013) : Brett Forsythe (saison 5, épisode 8)
  - Revolution (2013-2014) : Dr Calvin Horn (5 épisodes)
  - Madam Secretary (2014-2019) : Russell Jackson (120 épisodes)
  - Un passé bien présent (es) (2022) : Sullivan (8 épisodes)
  - The Walking Dead: Dead City (depuis 2023) : « Le Croate »
- Bruce Boxleitner dans  :
  - La Conquête de l'Ouest (1976-1979) : Luke Macahan (26 épisodes)
  - Les deux font la paire (1983-1987) : Lee Stetson (88 épisodes)
  - Babylon 5 (1994-1995) : John Sheridan (1re voix, saison 2[7])
  - Destins croisés (2000) : Ray Patterson (saison 2, épisode 1)
  - Commander in Chief (2005) : Tucker Baynes (épisode 2)
  - Chuck (2008-2009) : Dr Woody Woodcomb (saison 2, épisodes 9 et 22)
  - Heroes (2008-2009) : Robert Malden (3 épisodes)
  - NCIS : Enquêtes spéciales (2010 / 2017) : le vice-amiral C. Clifford Chase (saison 8, épisode 7 et saison 14, épisode 20)

- Peter Coyote dans  :
  - Les 4400 (2004-2006) : Dennis Ryland (13 épisodes)
  - New York, cour de justice (2005) : Mike LaSalle (épisode 2)
  - Commander in Chief (2005-2006) : le vice-président Warren Keaton (7 épisodes)
  - Brothers and Sisters (2007) : Mark August (4 épisodes)
  - New York, section criminelle (2007) : Lionel Schill (saison 7, épisode 7)
  - Flashforward (2009-2010) : le président Dave Segovia
  - Perception (2014-2015) : James Alan Pierce (4 épisodes)
- Eric Braeden dans  : 
  - Les Feux de l'amour (depuis 1989) : Victor Newman
  - Une nounou d'enfer (1994): Frank Bradley
  - Diagnostic : Meurtre (1995) : lui-même
  - La Star de la famille (2004) : Lance Taylor
  - How I Met Your Mother (2008) : Robin Scherbatsky, Sr.
- Rutger Hauer dans  :
  - Le 10e Royaume (2000) : le chasseur (mini-série)
  - Alias (2003) : Anthony Geiger (saison 2, épisode 13)
  - Smallville (2003) : Morgan Edge (saison 3, épisodes 1 et 2)
  - Métal Hurlant Chronicles (2012) : Kern (saison 1, épisode 6)
- Joey Slotnick dans :
  - Alias (2002) : Steven Haladki (saison 1)
  - Nip/Tuck (2003-2006) : Dr Merrill Bobolit (6 épisodes)
  - New York, unité spéciale (2006) : Walter Camp (saison 7, épisode 17)
- Sam Neill dans :
  - Happy Town (2010) : Merritt Grieves (8 épisodes)
  - Invasion (2021) : Jim Bell Tyson (saison 1, épisode 1)
  - Apples Never Fall (2024) : Stan Delaney (mini-série)
- H. Richard Greene (en) dans :
  - À la Maison-Blanche (2001-2005) : le sénateur Robert Royce (6 épisodes)
  - Mad Men (2007 / 2014-2015) : Jim Hobart (6 épisodes)
  - Desperate Housewives (2011) : Frank Sweeney (saison 8, épisode 8)
- Bryan Brown dans :
  - Les oiseaux se cachent pour mourir (1983) : Luke O'Neill (mini-série)
  - The Good Wife (2012) : Jack Copeland (saison 3, épisodes 12 et 18)
- James Woods dans :
  - Urgences : Nate Lennox
  - Shark : Sebastian Stark
- Douglas Barr dans : 
  - L'Homme qui tombe à pic : Howie Munson
  - Le Magicien : Alex Jagger
- Michael York dans :
  - Gilmore Girls (2003-2004) : Asher Fleming (4 épisodes)
  - New York, section criminelle (2006) : Bernard Fremont (saison 5, épisode 11)
- Tomas Arana dans :
  - MI-5 : Herb Ziegler / Herman Joyce
  - Dernier Recours : Ben Dryer
- Daniel Gerroll (en) dans :
  - Starter Wife (2008) : David Shea (8 épisodes)
  - Ugly Betty (2010) : Lindsay Dunne (saison 4, épisodes 18 et 19)
- Alias : M. Tauber (Hans Tester)
- Alphas : Lee Rosen (David Strathairn)
- Angel : Russell Winters (Vyto Ruginis), Oliver Simon (Michael Mantell)
- Les Anges de la nuit : Larry Ketterly (Chris Ellis)
- Les Anges du bonheur : Will Harris (Tom Irwin)
- Batman : Bruce Wayne/Batman (Adam West) (2e voix)[8]
- Bloodline : Robert Rayburn (Sam Shepard)
- Breaking Bad : l'agent immobilier (Louis Herthum)
- Brothers and Sisters : Clay Adamson (Jim Jansen)
- Buffy contre les vampires : Le Maître (Mark Metcalf)
- Buffy contre les vampires : Ted Buchanan (John Ritter)
- Le Caméléon : l'inspecteur Guerra (Tony Plana), M. Borodin (Vladimir Skomarovsky), Mitch Meyers (Tony Carreiro), Elijah (Charles Lucia)
- Castle : Dave Ellers (Todd Warring)
- Chernobyl : Boris Shcherbina (Stellan Skarsgard) (mini-série)
- The Client List : Garrett Landry (Brian Kerwin)
- Close to Home : Joseph Wright (D. W. Moffett)
- The Closer : L.A. enquêtes prioritaires : M. Evans (David Purdham)
- Dark Angel : Robert Berrisford (Michael Kopsa)
- Darryl : Dave Rogers (Eric Alan Kramer)
- Dernier Recours : Richard Rocca (Tim Guinee)
- Les Dessous d'Hollywood : Buddy Hudson (Andrew Stevens)
- Destins croisés : Médecin (Peter Snider)
- Entourage : John Ellis (Alan Dale)
- Esprits criminels : Max Ryan (Geoffrey Pierson)
- Les Experts : Miami : Gary Hall (Stephen Caffrey), Leonard McBride (Larry Poindexter)
- Flash : Nicholas Pike (Michael Nader) (2e voix)[9]
- Ghost Whisperer : Jack Applewhite (Brett Cullen), l'homme au chapeau (John Walcutt)
- JAG : Harrison Kersham (Jameson Parker)
- Jeux de pouvoir : Cameron Foster (Bill Nighy) (mini-série)
- Huff : Everett Wayne (Harry Groener)
- Human Target : La Cible : Frank Murphy (Gardiner Millar)
- Kevin Hill : Billy Rogers (Paul Essiembre)
- Lie to Me : Tom Roland (James Downing)
- Marco Polo : Marco Polo (Kenneth Marshall)
- Mindhunter : Shepard (Cotter Smith (en))
- Méthode Zoé : Kasdan (Christopher Bendy)
- Nash Bridges : David Katz (Christopher Rich)
- New York, section criminelle : Donny DePalma (Charles Rocket)
- New York Police Blues : Cort Halliday (Michael Holden)
- Nord et Sud : George Hazard (James Read) (mini-série)
- Preacher : le Cowboy du Missouri / John Wayne (Danny Vinson)
- Preuve à l'appui : Docteur Thaxton (John de Lancie)
- Private Practice : William White (James Morrison)
- Profiler : William Hollister (Dana Gladstone)
- Le Rebelle : Bobby Sixkiller (Branscombe Richmond)
- Scarlett : Ashley Wilkes (Stephen Collins)
- Smallville : Morgan Edge (Patrick Bergin)
- Show Me a Hero : le juge Leonard B. Sand (Bob Balaban)
- Sliders : Les Mondes parallèles : Angus Rickman (Roger Daltrey puis Neil Dickson)
- The Pacific : Dr Grant (Matt Craven)
- The Practice : Bobby Donnell et Associés : Keith Pratt (William Atherton)
- The Shield : Gordie Liman (Mark Rolston)
- What About Brian : Dr Vincent Oscar (Terry Rhoads)
- Whitechapel : Commandant Anderson (Alex Jennings)
- X-Files : Aux frontières du réel : Felder (Richard Sali), Dr Adam Pierce (Tuck Milligan), Vernon Ephesian (Michael Massee)
- 2016 : Agent Carter : Vernon Master (Kurtwood Smith) (saison 2)
- 2017 : Bad Blood : l'inspecteur Gilles Aucoin (Frank Schorpion) (6 épisodes)
- 2018 : Les Voyageurs du temps : Stevenson (David Cubitt)
- 2020 : AJ and the Queen : Bob (Marc Singer)
- 2020 : Vikings : Othere (Ray Stevenson)
- 2022 : Kleo : Erich Mielke (Gunnar Helm) (saison 1, épisode 4)
- 2022 : Mike : Cus D'Amato (Harvey Keitel) (mini-série)
- 2022 : Inside Man : Gordon (Alan Williams) (mini-série)
- 2023 : La Diplomate : le président Rayburn (Michael McKean)
- 2023 : Bupkis (en) : Jon Stewart (Jon Stewart) (saison 1, épisode 3)
- 2023 : Chargés à bloc : le colonel Alan Kopec (Jack Forcinito) (saison 1, épisodes 2 et 6)
- 2023 : Full Circle : Edward Chung (Henry Yuk) (saison 1, épisodes 1 et 4)
- 2024 : Avatar, le dernier maître de l'air : Sozin (Hiro Kanagawa)
- 2024 : L'Amour trompé : Mario (Geppy Gleijeses (it)) (mini-série)
- 2025 : High Potential : Phil Elko (Steve Guttenberg) (saison 1, épisode 9)

#### Séries d'animation
- 1988-1991[n 11] : Police Academy : Carey Mahoney
- 1989 : Les Simpson : la voix céleste (épisode 23)
- 1991 : Capitaine Z et la Patrouille des Rêves : le capitaine Z
- 1997 : Blake et Mortimer : Dr Septimus et le professeur Sato
- 1997-2001 : Men in Black : l'agent X[n 12]
- 1992-1994 : Batman, la série animée :  Harvey Dent / Double-Face (sauf les épisodes Le Duel, Jeux d'ombres et La Seconde Chance), Tony Zucco[n 13] (épisodes 31 et 32) et Simon Trent / le Fantôme gris (épisode Le Plastiqueur fou)
- 1993 : Animaniacs : Lean Hisskill (épisode 36)
- 1997-1999 : Les Nouvelles Aventures de Batman : Harvey Dent / Double-Face
- 1998 : Bob Morane : Staggart
- 2000 : Les Aventures de Buzz l'Éclair : XL
- 2000[n 14] : Black Jack : Taneda (OAV 9)
- 2017-2018[n 15] : Mike Judge Présente : les contes du bus de tournée : voix diverses (épisodes 1 à 4)
- 2022 : Star Trek: Prodigy : le commandeur Spock
- 2024 : Frieren : Denken

### Jeux vidéo
- 2014 : Alien: Isolation : Axel
- 2014 : Watch Dogs : Dermot « Lucky » Quinn
- 2016 : Final Fantasy XV : Verstael Besithia

### Direction artistique

#### Films
- 1990 : Présumé Innocent
- 1997 : Le Nouvel Espion aux pattes de velours
- 1999 : Un vent de folie
- 2001 : Bubble Boy
- 2001 : Route 666
- 2002 : Le Règne du feu
- 2002 : Ultimate X : Le film
- 2003 : Pirates des Caraïbes : La Malédiction du Black Pearl
- 2003 : Il était une fois au Mexique... Desperado 2
- 2003 : La Recrue
- 2003 : Dickie Roberts, ex enfant star
- 2004 : Alamo
- 2004 : Benjamin Gates et le Trésor des Templiers
- 2004 : Ladykillers
- 2005 : Baby-Sittor
- 2005 : Man-Thing
- 2005 : De l'ombre à la lumière
- 2005 : Braqueurs amateurs
- 2005 : Casanova
- 2006 : Mission impossible 3 (avec Jean-Philippe Puymartin)
- 2006 : Coast Guards
- 2006 : Pirates des Caraïbes : Le Secret du coffre maudit
- 2006 : Hollywoodland
- 2007 : Pirates des Caraïbes : Jusqu'au bout du monde
- 2007 : Lions et Agneaux (avec Jean-Philippe Puymartin)
- 2007 : Le Limier
- 2007 : Benjamin Gates et le Livre des secrets
- 2008 : Swing Vote : La Voix du cœur
- 2009 : Présumé Coupable
- 2009 : Démineurs[10]
- 2011 : Pollen
- 2011 : Pirates des Caraïbes : La Fontaine de jouvence
- 2011 : La Couleur des sentiments
- 2011 : Mission impossible : Protocole Fantôme (avec Jean-Philippe Puymartin)
- 2011 : Un flic pour cible
- 2012 : John Carter
- 2012 : Avengers
- 2012 : Jack Reacher (avec Jean-Philippe Puymartin)
- 2013 : Le Monde fantastique d'Oz
- 2013 : Iron Man 3
- 2013 : World War Z[11]
- 2014 : Dans l'ombre de Mary[12]
- 2014 : Captain America : Le Soldat de l'hiver[13]
- 2014 : Maléfique
- 2014 : Les Gardiens de la Galaxie[14]
- 2014 : Hercule[15]
- 2015 : Fast and Furious 7[16]
- 2015 : Avengers : L'Ère d'Ultron[17]
- 2015 : Ant-Man[18]
- 2015 : Mission impossible : Rogue Nation[19]
- 2015 : Le Pont des espions (avec Jean-Philippe Puymartin)
- 2016 : Point Break
- 2016 : The Finest Hours
- 2016 : Captain America: Civil War
- 2016 : Star Trek : Sans limites
- 2016 : Jack Reacher: Never Go Back (avec Jean-Philippe Puymartin)
- 2016 : Doctor Strange
- 2017 : Fast and Furious 8
- 2017 : Les Gardiens de la Galaxie Vol. 2
- 2017 : Pirates des Caraïbes : La Vengeance de Salazar
- 2017 : The Foreigner
- 2018 : Avengers: Infinity War
- 2018 : Skyscraper
- 2018 : Peppermint
- 2018 : Carnage chez les Puppets
- 2018 : Johnny English contre-attaque
- 2018 : L'Exorcisme de Hannah Grace
- 2018 : Mirage
- 2019 : Avengers: Endgame
- 2019 : Fast and Furious: Hobbs and Shaw
- 2019 : Maléfique : Le Pouvoir du mal
- 2019 : Countdown
- 2019 : Six Underground
- 2019 : Hala
- 2020 : Mulan
- 2021 : Fast and Furious 9
- 2021 : Le Dernier Duel
- 2021 : The Harder They Fall
- 2022 : Nightmare Alley
- 2022 : Amsterdam
- 2022 : Empire of Light
- 2023 : L'Étrangleur de Boston
- 2023 : Les Gardiens de la Galaxie Vol. 3
- 2023 : Fast and Furious 10
- 2023 : Sans jamais nous connaître
- 2024 : The Beekeeper
- 2024 : Longlegs
- 2024 : The Substance
- 2025 : Les Quatre Fantastiques : Premiers pas

#### Films d'animation
- 2013 : Tarzan
- 2024 : Vice-versa 2

#### Séries télévisées
- Les Feux de l'amour (co-direction)
- Des jours et des vies (co-direction)
- 1998-2002 : Darryl[20]
- 2004-2010 : Lost : Les Disparus
- 2006-2007 : Fallen (mini-série)
- 2008-2014 : True Blood
- 2010-2011 : Detroit 1-8-7
- 2011 : Criminal Minds: Suspect Behavior
- 2012 : The River
- 2012-2015 : Perception
- 2013 : Zero Hour
- 2013-2020 : Marvel : Les Agents du SHIELD
- 2015-2017 : American Crime
- 2016-2022 : Westworld (avec Philippe Peythieu pour la saison 2)
- 2017 : Inhumans
- 2017-2024 : SEAL Team
- 2018 : Le Détenu (avec Pascale Vital)
- 2019-2020 : Emergence
- 2021 : The Mosquito Coast (saison 1)
- 2021 : The Premise
- 2021-2023 : Loki
- 2022 : Sur ordre de Dieu (mini-série)
- 2022 : We Own This City (mini-série)
- 2022-2023 : Trésors perdus : Le Secret de Moctezuma
- depuis 2023 : Silo
- 2023-2025 : Fubar
- depuis 2023 : Le Renard : Prince des voleurs
- 2025 : The Waterfront

#### Séries d'animation
- 2017-2018 : Star Wars : Forces du destin (avec Stéphane Marais et Aurélien Ringelheim)
- 2018 : LEGO Star Wars: All Stars (avec Aurélien Ringelheim)
- 2024 : Rêves Productions (en) (mini-série, avec Marie-Eugénie Maréchal)
- 2025 : Eyes of Wakanda (mini-série)

#### Téléfilms
- 2004 : L'Anneau sacré